# Alaska (журнал)
Alaska — периодическое издание, посвящённое новостям и обсуждению вопросов и событий, связанных с Аляской. Большинство читателей журнала — это люди, живущие за пределами Аляски и интересующиеся образом жизни на Аляске.

## История и современность
Журнал «Alaska» был основан в 1935 году в Кетчикане, Аляска, Эмери Фридольфом Тобином (1895-1977) и Дж. Рэем Роуди (1907-1997). Э. Ф. Тобин зарекомендовал себя как противник предоставления Аляске статуса штата, хотя это могло быть противоречивым, учитывая его связи с Демократической партией и тот факт, что он и Роуди были представителями штата в 1959 году.
Журнал Alaska изначально назывался Alaska Sportsman Magazine, и это название сохранялось до 1969 года. Ещё одним важным изменением явилось то, что редакция и офисы продаж переехали в экономический центр Аляски — город Анкоридж.
В 1958 году журнал был продан товариществу торговца мехом Роберта А. Хеннинга и журналиста Роберта Н. Деармонда. Хеннинг возглавлял журнал почти 30 лет, в основном под корпоративным названием Alaska Northwest Publishing Company, и был известен как энтузиаст популяризации Аляски. Хеннинг, в 1971 году говоря о журнале, сказал: «Я сам себе лучший клиент, когда дело касается продажи Аляски. Мы пока ещё не коснулись поверхности туристического бизнеса».
По состоянию на 2021 год журнал принадлежал Morris Communications, компании из Джорджии, которая также издаёт путеводитель The Milepost. Morris приобрела журнал Alaska Magazine в 1995 году.